# KUMA WAR
KUMA WAR(クマウォー)はKUMA REALITY GAMESが開発した一人称/三人称視点のアクションシューティングゲームである。

## 概要
KUMA WARは当初商用目的で開発されたが、売れ行きが伸びず、無料化された。現在、続編に当たるKUMA WAR 2が引き続き無料で配布されている。オフラインにてミッションをこなすエピソードモード、オンラインにて世界のプレイヤーとの戦闘ができるシュートアウトなどがある。

## 特徴
三人称視点/一人称視点が切り替え可能で、プレイ感覚はDeadly Dozenの現代版といったところである。特徴としてはイラク戦争中アメリカ軍が実際に遭遇した戦闘をミッションとして再現・追加していく点であり、実際ファルージャの戦闘や、サッダーム・フセイン元大統領拘束などのミッションがある。また、その他にもSWATのトレーニング、ベトナム戦争やシエラレオネ内戦を舞台にしたミッションも存在する。
シュートアウトではネットワークサーバーを介してチームデスマッチや協力プレイを行う事ができる。また、プレイヤーキャラや装備を自由に選択でき（サーバー側で制限可能）プレイヤーキャラとしてジョージ・W・ブッシュ大統領やウサーマ・ビン＝ラーディンが使用可能である。